# Jugum sphénoïdal
Le jugum sphénoïdal (ou planum sphénoïdal) est la surface quadrilatère situé sur la partie antérieure de la face supérieure du corps du sphénoïde.

## Description
Le jugum sphénoïdal possède une surface déprimée latéralement par la partie postérieure des gouttières olfactives.
En avant elle se prolonge par le rostre sphénoïdal surplombant la face antérieure du corps du sphénoïde. 
A l'arrière elle est limitée par une crête transversale : le limbe sphénoïdal (ou limbus sphénoïdal), celui-ci la séparant du sillon préchiasmatique.